# 關淑怡
關淑怡（英語：Shirley Kwan Suk Yee；1966年8月15日—），香港女歌手。早年前往日本參加歌唱比賽，奪冠後同時在香港、日本兩地樂壇出道，憑一曲原創粵語歌《難得有情人》一炮而紅。曲風由最初的流行逐漸蛻變為另類的迷幻歌曲，配合其獨特的氣聲唱腔和咬字方法，成為90年代香港樂壇前衛的指標，其中翻唱專輯《EX All Time Favourites》更加奠定她在香港樂壇的地位。惜因與娛樂傳媒關係惡劣，負面新聞湧現，加上其「藝術家性格」，不肯妥協，窒礙其樂壇發展。曾一度退隱樂壇後復出，至2020年4月宣布退出樂壇。

## 生平經歷

### 成長過程
關淑怡生於香港，母親是1960年代歌手金露華，曾推出電影《薔薇之戀》（1962，白露明主演）主題曲EP(天鵝唱片公司發行，曲目：薔薇之戀，姑娘，心上人。)，其後和關姓商人結婚，並淡出歌唱事業，婚後育有一子兩女，而關淑怡是其二女兒。因此，關淑怡的成長路途中，音樂是不可缺少的元素，她曾表示，音樂為她的生活帶來無比“溫暖”的感覺，在家人的耳濡目染下，她自小就接觸不同類型、語言、時代的歌曲：父親最愛英語及其他語種的歌，母親最愛如周璇等懷舊國語歌，哥哥則最喜歡Beatles等英語流行曲。這充分擴闊她的音樂世界，也形成了自己的音樂觀。到自己開始選擇聽音樂時，正值“New Romantic”的80年代，她尤其喜歡當時大行其道、創新運用電子合成器的音樂，Hip Hop、Alternative、爵士樂等各種曲風亦接觸不少，這就是她日後無論選曲還是演繹不同音樂，都能夠恰到好處的原因。

### 出道經歷（1986－1988年）
1986年，剛滿20歲的關淑怡參加無綫電視及華星唱片合辦的第五屆新秀歌唱大賽（該屆冠軍：文佩玲、亞軍：許志安、季軍：黎明），當時她選唱Madonna的歌曲《Crazy For You》，但最終未能晉身決賽。之後修讀時裝設計的她，重回美國當服裝設計師。
1988年，在朋友的遊說下，她參加了8月4日在日本神奈川縣大磯長灘舉行的第五屆「Marine Blue 音樂節」歌唱比賽(日文：第5回 オートラマ・マリンブルー音楽祭)。參賽歌曲是《We》，由日本音樂家塩崎容正作曲，水野有平作詞。最初，她灌錄了樣本錄音帶寄去日本參賽，主辦單位在聽過逾萬張參賽歌後，她成功獲得參賽資格，於是她飛往當地作賽。最後，她擊敗了來自各地的眾多參賽者，獲得總冠軍（日文：グランプリ賞）。這首歌後來由林夕填上了中文歌詞，收錄在她首張大碟《冬戀》內的歌曲《請不要認錯我》。獲獎後，關淑怡跟日本「Apollon唱片公司」簽約出道。由於日本籌備唱片需時較長，於是她打算同時進軍香港樂壇。
1988年9月，剛於日本贏得歌唱比賽冠軍的關淑怡前往香港寶麗金唱片有限公司位於嘉利大廈的錄音室試音，由譚詠麟的監製關維麟（「畫子」）負責，葉廣權、向雪懷、黃祖輝亦有到場旁聽。當時她選唱的歌曲是Whitney Houston的名作《Greatest Love of All》，聽後監製們發現她的唱腔有着獨特且强烈的個人風格，隨即和她簽約，並著手製作首張專輯《冬戀》。

### 在日本發展時期（1989年－1990年）
關淑怡以藝名「 Shārī Kān」投身日本流行樂壇，並將印有「SK」字樣的貓型圖案作為個人標誌。她推出了大碟《Say Goodbye》和《Borderless》及三張日文單曲。1989年，關淑怡推出第一張日本大碟《Say Goodbye》正式出道，無論封面形象還是曲風都帶著濃厚的日本都市氣息，除了翻唱自德永英明的《あなたのために》外，大碟同名曲《Say Goodbye》亦是德永為關淑怡所作。此外當然亦有抒發香港情懷的歌曲：《Hong Kong Sight》。當時，唱片公司在宣傳上，把關淑怡視為日本本地歌手一樣去推廣。而由於和德永英明同樣出身自Marine Blue 音樂節，故此她在日本樂壇也有「德永英明之妹」的稱號。
1990年，關淑怡以「新音樂女歌手」形象推出第二張日本唱片《Borderless》。大碟美國味較重，除唱片封套硬照以荒漠作背景，在烈日下拍攝來營造美洲原野氣氛外，歌曲亦加入大量的英語元素。大碟內有翻唱Keola & Kapono Beamer的名曲《Honolulu City Lights》，也成為美國福特汽車當時在日本的廣告歌。而同名曲《Borderless》除了歌詞日英交雜外，歌曲中她還以英語、粵語及法語與另一位外籍歌手對話，更用英語Rap了數句，雖然Rap在80年代的美國已經很流行，但對於亞洲樂壇來說還是新鮮的事物。另外，《Heat of the night》及《Moonlight》在編曲上則帶有東方色彩。
關淑怡曾經表示，在日本發展的寶貴經驗使她得益不淺。當時，唱片公司的政策，是一年製作一張大碟，品質上會控制得較嚴謹。此外，她與不同工作人員的合作經驗，以及在音樂製作上學到的知識，都為她日後的歌唱事業，打下了良好的基礎。

### 走紅期（1989年－1990年）
當時香港樂壇正值陳慧嫻宣佈留學美國而暫別樂壇以及鄺美雲約滿轉投百代DMI，於是新人關淑怡即為寶麗金唱片公司力捧，塑造成新一代的樂壇偶像。
1989年3月1日，關淑怡推出首張個人廣東大碟《冬戀》，即達金唱片銷量，主打快歌〈叛逆漢子〉中一句「Andy！Andy！……」令香港聽眾開始注意這位新人，另一主打歌《冬戀》是一首慢板情歌，關演繹得恰到好處，聽眾頗為受落，兩首歌在商業電台叱吒樂壇流行榜最高位置分別為第六及第八位。《再會》一曲也是眾電台DJ的推介歌曲。全碟快慢中板歌曲平均，選曲上較為進取，以新人來說，關淑怡的表現亦相當稱職，故此被樂評人一致看好。
同年11月1日，關淑怡推出第二張個人廣東大碟《難得有情人》，成績驕人，衝破白金銷量。這張大碟對於她或80年代末的樂壇，都有著重要的位置。主打歌《難得有情人》紅遍全港，卡拉OK房人人會點，也獲得當年香港電台十大中文金曲最佳中文（流行）歌曲獎，更以新人之姿奪得同年TVB年度十大勁歌金曲頒獎典禮「十大金曲獎」。1989年她囊括了各音樂頒獎禮所有女新人獎。這張專輯更於1999年被所屬唱片公司選為「20世紀最強中文大碟」之一。
1990年5月22日，關淑怡推出廣東大碟《真情》，亦錄得白金銷量。主打歌《愛恨纏綿》為無綫電視劇《回到未嫁時》的主題曲，流行非常，亦憑此曲為她再次奪得年終TVB十大勁歌金曲頒獎典禮「十大金曲獎」。專輯中其他歌曲如《患難建真情》、《這是我心裡對白》、《心急》都有一定流行程度。但要說到樂迷最喜愛的歌曲，則非《當世界無玫瑰》莫屬。

### 蛻變期（1991年－1992年）
隨後關淑怡推出了大碟《夜迷宮》、《金色夏季》、《戀一世的愛》及《製造迷夢》，除了《製造迷夢》之外的專輯都達到了白金銷量。這些大碟的曲風豐富多元，快歌有《夜迷宮》、《午夜狂奔》等；抒情慢歌有《一切也願意》、《現在愛我》等。令她知名度日漸提升的影視歌曲也收錄其中。在美國成長的她接觸過種類繁多的音樂，有著獨特的音樂觸覺，並不安於只唱流行歌曲，也爭取唱一些注入了電子、R&B及異域元素的新式音樂，如改編自某突尼西亞女歌手的《梵音》，帶有濃烈的阿拉伯風，與說佛的歌詞碰出新風格；而玩味性甚重的歌曲如《卡繆》，關淑怡更兼唱和音，令歌曲彌漫著飄逸的感覺。
此外，專輯《金色夏季》的封面是由名美術指導張叔平設計，一改她長髮的外表，以短髮（頭套）、性感而中性的形象示人。
綜觀這個時期，一系列專輯中，她的個人形象不斷改變，由初熟演變至成熟，歌曲主題則繼續圍繞女性對愛情懷抱的憧憬及期望。

### 高峰期（1993年－1995年）
1993年初，由於關淑怡與寶麗金仍未能就續約問題達成共識，往後大半年間，雖然寶麗金有為她派上單曲《一首獨唱的歌》及參與群星合唱的《熱力節拍Wu Bom Ba》，惟一直未有推出新專輯的消息，在聲勢沉寂了一段時間後，10月份寶麗金終於宣佈與關淑怡成功續約，並於11月18日推出專輯《真假情話》。第一主打歌《假的戀愛》推出後備受好評及非常流行，自此她開始轉用與以往截然不同的唱腔，把美聲唱法中的共鳴技巧運用於流行曲，“氣聲”也較以前明顯。此專輯在香港IFPI銷量榜進榜5週，銷量超越白金，使關淑怡再次受到樂迷注視及挽回聲勢，她亦在此時把一頭長髮剪掉成接近平頭裝(skinhead)模樣。
1994年，關淑怡進軍台灣市場，4月推出首張國語大碟《難得有情人》，此專輯在台灣金曲龍虎榜銷售榜一共進榜12週，取得三白金銷售佳績。7月8日，關淑怡推出粵語專輯《My Way》，由封套形象至音樂內容都顯現出她强烈的個人風格和轉變，第一主打歌《繾綣星光下》推出後反應優秀，流行熱播成為她入行以內首支四台冠軍歌。而除了三首主打歌《繾綣星光下》、《告別戀曲》及《逝去的傳奇》外，專輯內其他非主打歌曲如《平靜裡的一盞燈》、《驚世感覺》和《緊張》等都銳意突破其以往音樂風格，並得到樂迷與專業樂評人高度口碑，當中林敏驄詞曲包辦的《驚世感覺》亦大量融入了Techno音樂和浩室音樂元素。《My Way》專輯在香港IFPI銷量榜進榜3週，本地銷量亦衝破白金。年終，《繾綣星光下》一曲為她奪得1994年度TVB十大勁歌金曲頒獎典禮「十大金曲獎」及香港電台十大中文金曲頒獎音樂會「十大中文金曲獎」，成為她另一首經典代表作。
1995年是關淑怡歌唱事業的巔峰年，2月推出重新編曲的全翻唱粵語大碟《EX All Time Favourites》好評如潮，當年香港IFPI銷量榜進榜6週，創下其個人最長進榜週數紀錄，獲得本地三白金銷量的驕人成績；專輯中以迷幻風格翻唱鄧麗君的主打歌曲《忘記他》更被導演王家衛欣賞選為其經典電影《墮落天使》的插曲，而其他翻唱歌曲如《夢伴》、《深夜港灣》、《把歌談心》等歌曲至今亦為樂迷津津樂道。後來此專輯更獲《聽見2000分之100》一書推許為“公元2000年內最出色的二十張中文唱片”之一。同年6月，她在香港紅磡體育館舉行首次個人演唱會，名為“難得有一個關淑怡演唱會”，合共四場，並推出《世途上新曲＋精選》專輯，主打歌《人生可有知己》感人肺腑，推出後迅速流行起來，也成為她的代表作之一。7月推出第二張國語大碟《亂了》，於台灣金曲龍虎榜銷量榜進榜3週，同樣奪得三白金銷量。這年關淑怡的歌曲開始轉用較迷幻風格的唱腔，如《忘記他》、《深夜港灣》、《他需要你，她需要你》、《請你入綺夢》、《自言自語》及與黃耀明合唱的《萬福瑪利亞》。是年突出的歌唱成績，更為她奪得香港1995年度叱咤樂壇流行榜頒獎典禮-「叱吒樂壇女歌手」銀獎。

### 首次退隱（1996年－2000年）
1996年，關淑怡在寶麗金約滿後，沒有續約。合約內最後一張專輯在約滿前已經製作好，原定於1996年7月推出，美國著名作曲家安德·哥特馬克還特地為關淑怡作了《傳染》和《愛難尋》，不過最後10首新曲被切割出售，分別收錄於1997年《心靈相通 新曲+精選》及1998年的EP《eZone》，其中歌曲《大地之母》被譽為關淑怡最成熟的迷幻風格作品。而完整10首歌版本的《eZone》專輯直至2020年4月才得以SACD形式重見天日。
同年，關淑怡應黃耀明及劉以達邀請合作參與灌錄兩首單曲，分別為《忘記他是她》及《繾綣28800BPS》，皆富有迷幻色彩，合作別具意義，惟她只獻聲並無現身或宣傳。
1997年，關淑怡為商業電台38週年台慶劇《新人類年代記》灌錄主題曲《帶我去跳舞》，歌劇式的唱腔和背景的女高音和音，成功帶出歌詞中“華麗宇宙”的意境，成為另一經典。
1999年，關淑怡罕有現身為商業電台演出拉闊音樂會，除自己的歌曲外還演繹了數首其他歌手的。嘉賓有陳奕迅、黃耀明及范曉萱，之後繼續消聲匿跡。

### 短暫復出（2001年）
2001年，關淑怡在台灣復出，以八百萬簽約出版四張專輯加盟BMG唱片，跟當地著名的製作人包小松、薛忠銘和林明陽合作，在11月推出國語專輯《冷火》。主打歌《冷火》和《是誰》，大量運用弦樂和電子混音。《記號》則近乎清唱。《冷火》被MTV中文網站評為全年國語唱片中數一數二的水準之作。

### 再度退隱（2002年－2004年）
2002年解約，據傳是她懷孕隱居加拿大的原故。2013年她首次披露解約是因為BMG在她生育以後一直把合約拖延了一年多，未有安排錄音，最後雙方和平解約。2003年，曾為陳奕迅的專輯《Live For Today》內的《謊言》以客串形式唱了一句，也沒有露面。

### 再次復出（2005-2019）
闊別香港樂壇十年後，關淑怡在2005年簽約“大國文化集團”，再次復出。9月與譚詠麟合唱《舊情復熾》，這首歌不久便於 TVB“勁歌金榜”、香港電台“中文歌曲龍虎榜”及“新城勁爆本地榜”攀升至第一位，榮登三榜冠軍。及後推出1,000張《關於我》精裝限量版單曲碟，而這首歌亦成為商業電台「叱吒903 專業推介」冠軍歌。
2006年2月，關淑怡睽違十年後再次推出粵語唱片《Shirley Kwan》，主打歌包括《舊情復熾》、《關於我》和《進化論》。同月，她在香港紅館舉行了三場名為“關於我關淑怡演唱會”，雖然事前大量負面傳聞湧現，指她完全沒為演唱會排練過，和有傳演唱會門票滯銷等；最後在種種壓力下，關淑怡在三場演唱會中仍然表現出超水準，在演唱會最後一場第二度encore時，更因受歌迷熱情感動而唱至泣不成聲，繼而引發現場觀眾萬人大合唱《難得有情人》的場面，為關淑怡接續代唱，演唱會亦贏得一致好評。
2007年，關淑怡受邀為香港作曲家陳輝陽所製作的《十二金釵眾生花》專輯演繹主題曲《眾生花》，陳輝陽說這首歌是表達“女性的總和”，關淑怡演繹得恰到好處，陳輝陽更認為她的唱腔像中國書法的草書，如行雲流水般。而專輯中另一首歌《三千年前》則與李香琴合作，兩把不同年代女聲的結合，成為一時佳話，並奪得香港作曲家及作詞家協會（CASH）金帆音樂獎最佳另類作品。隨後受香港無綫電視台邀請，為處境喜劇《同事三分親》主唱片尾曲《只得一次》，亦成為城中熱唱歌曲。關淑怡在年中加盟新成立的唱片公司“星娛樂”。
2008年，推出全新主打歌《山水》及《天規》。4月24日至25日，關淑怡於紅磡舉行兩場“Unexpected Shirley Kwan in concert”，口碑載道。
2009年6月15日，關淑怡睽違十四年後再次推出粵語大碟《Shirley's Era》，收錄了她於2007至2009年期間多首派台歌曲包括《山水》、《天規》、《地盡頭》、與古巨基合唱的《男左女右》，再加上《十二金釵眾生花》歌曲和TVB年末台慶劇《珠光寶氣》的主題曲《鑽禧》等。然後亦約滿離開大國文化集團。
2010年，為香港遺傳性乳癌家族資料庫舉辦的"關.乳.愛"灌錄主題曲《女人想什麼》，與泳兒、陳逸璇合唱。10月9日於澳門威尼斯人酒店金光綜藝館舉行「One Starry Night An evening with Shirley Kwan 關淑怡澳門演唱會」，是次演唱會的選曲有別於她其他個人演唱會，多為其他歌手的歌，如譚詠麟的《幻影》、李克勤的《藍月亮》、草蜢的《失樂園》、王菲的《我願意》及郭富城的《我為何讓你走》等。
2011年11月12日於澳門威尼斯人酒店金光綜藝館舉行「黃耀明x關淑怡--忘記他是她演唱會澳門站2011」，當中亦選唱其他歌手的歌，如C AllStar的《天梯》、林憶蓮的《薔薇之戀》、達明一派的《禁色》及《忘記他是她》，重新演繹盧冠廷的《但願人長久》後更感動落淚。
2012年，與麥浚龍合唱《鎖骨》。同年關淑怡、劉德華、陳曉東、陳僖儀、胡渭康、張繼聰及太極樂隊的鄧建明合唱《同願同行》。年末又為TVB劇《大太監》演唱主題曲《相濡以沫》。
2013年，為宣傳個人演唱會，翻唱了陳奕迅的《陀飛輪》，並於12月推出限量1000張的單曲CD。
2013年2月2-3日，於香港體育館舉行「翡麗詩丹關淑怡演唱會 Philip Stein Your Favorite Shirley Kwan Suk'E In Concert」。同年與眾歌手合唱《寶記正傳 Part I (Classic Mix)》以及為TVB劇《情逆三世緣》主唱主題曲《實屬巧合》。
2014年，與林欣彤合唱TVB劇《女人俱樂部》主題曲《星斗群》。
2015年，為《觀音文化日》灌錄主題曲《觀音禮讚．處處蓮花開》。
2016年，關淑怡舉行入行25週年的演唱會「The Best of Shirley Kwan 25 Live 關淑怡25演唱會2016」，她於演唱會上首次現場演繹其處女創作歌曲"La La Song", 並表示這首歌是送給已離開她的媽媽, 以表思念。是次個唱除了紀念入行25週年外，她亦將這個演唱會送給天上的母親，感謝她的養育之恩。關淑怡亦在個唱中重新演繹張敬軒的<青春常註>時感動落淚，現場觀眾為她接下去大合唱的場面令人感動。7月9日，又於澳門威尼斯人酒店威尼斯人劇院舉行「An Intimate Shirley Kwan Live 2016 關淑怡澳門演唱會2016」。
2018年，宣佈簽約環球唱片（前身為寶麗金）。8月30日，為紀念已故巨星陳百強及其60歲冥壽，環球唱片推出一張粵語翻唱致敬大碟《環球高歌陳百強》，收錄了多首重新編曲演唱的陳百強經典歌曲，由十二位香港著名歌手參與，當中關淑怡揀選了《漣漪》翻唱，也是她簽約環球唱片後首次推出粵語單曲。
2019年，關淑怡與黃耀明合唱ViuTV電視劇《婚內情》主題曲《快樂到死》，也是二人自1995年經典作品《萬福瑪利亞》後相隔24年再度合唱。關淑怡30年前出道的第一首作品《叛逆漢子》再有全新版本，並於6月18日推出限量1000張的單曲LP，收錄原版及新版作品，同年8月9日推出睽違10年的粵語大碟《Psychoacoustics》，重新演繹個人不同時期、不同風格的流行代表作。專輯推出後獲得甚高評價、更於香港唱片商會銷量榜榮登三星期冠軍位置、並停留於榜內達17星期之久。再於9月18日推出兩款限量1000張的單曲LP 《夜迷宮》及《一切也願意》，亦同時收錄原版及新版作品。11月，關淑怡與後輩江海迦AGA到洛杉磯舉行一場演唱會，更向AGA邀歌。
同年12月3日，環球唱片推出限量1000套《歌姬の戰紀 8-SACD Collection Box 1》，套裝收錄了由《冬戀》至《戀一世的愛》等8張經典專輯，最大驚喜是首度復刻兩張絕版已久日文專輯。

### 提早退休（2020年）
2020年3月，於Instagram表明自己不再信任唱片公司。4月5日凌晨，再次於Instagram發表多篇英文文章宣佈退出樂壇，聲稱是經過深思熟慮的決定，她指「見識到娛樂圈醜陋一面」，而唱片公司「連基本的尊重也沒有」。
同年4月9日，環球唱片推出限量1000套《歌姬の戰紀 8-SACD Collection Box 2》，套裝收錄了由《製造迷夢》至《eZONE》(完整版本)等7張廣東及國語專輯，及特別選輯《More Shirley Kwan》，首度收錄《愛到一百歲》。5月15日，環球唱片推出關淑怡於日本推出之3張3吋CD復刻版本。

## 個人生活
關淑怡的感情生活一直都是傳媒爭相採訪的對象，她曾和多位歌手傳出過緋聞，如李克勤和林國斌。雖然在後來的訪問中一一澄清，但緋聞卻越吹越濃。直到2005年夏末，她再次復出之時亦表現得小心翼翼（如：拒答記者問題等），免得傳媒又再炒作。她曾在志雲飯局中承認與周文健拍過拖。
未婚生有一子，其名關浚賢，出生於2002年1月。2005年9月，關淑怡接受香港電台訪問，首次為過去種種傳聞解釋。她於2013年訪問中，承認自己是單親母親，獨自撫育兒子，兒子已11歲，關淑怡拒絕透露兒子父親身分，只強調對方並非圈中人，兩人是在加拿大相識的。2014年，關淑怡在採訪中，稱其子的生父是來自不丹的寧波車。

## 軼事
・關淑怡的名字經常被誤寫為關淑儀。

### 情緒不穩 墜海獲救
2016年10月25日凌晨4時許，關淑怡在大嶼山愉景灣海澄湖畔路對開的海灘，與友人邊行邊聊天，其間關突然自行步入海中，幸獲警員及消防員趕至將她拉上岸送院，警方初步以有人墜海案件處理，有指她曾透露因工作問題不開心。

### 涉嫌刑事恐嚇及傷人
2017年3月16日清晨5時許，關淑怡涉嫌在香港愉景灣酒店的餐廳大吵大鬧並且傷人，當時她在餐廳內要求職員點菜，其間雙方發生爭執，關一度發難並疑伸手襲擊職員，又稱「信唔信我拎把刀斬你（信不信我拿刀砍你？）」恐嚇對方。其後警方接報到場，將涉嫌刑事恐嚇及普通襲擊的關拘捕，交由大嶼山警區刑事調查隊第二隊跟進。29歲受傷酒店餐廳職員姓陳，過程中胸口痛，清醒送往北大嶼山醫院治理。關獲保釋候查，於3月下旬及5月12日向警方報到，案件於5月24日在西九龍裁判法院提堂。至7月10日案件再提堂，關承認一項普通襲擊罪，被判罰款2000元，並留有案底。刑事恐嚇罪則獲控方撤銷起訴。

## 政治立場
關淑怡一般被視為對政府有較強批判的公眾人物，曾多次批評政府及親中派政黨。

### 因支持反修例運動被中國內地封殺
2019年反對逃犯條例修訂草案運動期間，有不少香港本地藝人作品於內地平台被下架，當中包括何韻詩，黃耀明，RubberBand及C AllStar等，即使作品和政治無關亦不能被倖免。5月9日，關淑怡在新浪微博宣傳與黃耀明合唱的新歌《快樂到死》，而惹來內地網民批擊，關淑怡曾為此發聲：「不會因為朋友而違背自己的立場。」又力撐黃耀明是「有血有肉的人」等等。其後，關淑怡的作品亦被內地音樂平台全線下架。
關淑怡未有因此退縮，至10月25日，關淑怡於社交網站轉載網民因應反修例風波改編其經典作品《一切也願意》的MV，並批評警察在8月11日在太古站近距離向在扶手電梯上的民眾無差別開槍射胡椒彈及8月31日太子站襲擊事件「知法犯法，罪加一等」。

### 新型冠狀病毒疫情期間
2020年2月1日，關淑怡於社交網站發文諷刺政府，指責政府新型冠狀病毒疫情持續，確診病例不斷上升的情況下仍然拒絕封關，無視市民生命安全，又批評政府自己製造大量口罩卻只願意分給自己人，不願給予市民。其後關淑怡繼續發表文章，批評民建聯立法會議員蔣麗芸蒸口罩消毒的建議沒常識，更叫對方試試找對波鞋來蒸，看蒸完是否能重着。

## 音樂作品

### 粵語專輯
- 冬戀（1989年3月1日）
- 難得有情人（1989年11月1日）
- 真情（1990年5月22日）
- 夜迷宮（1990年12月14日）
- 金色夏季（1991年7月5日）
- 戀一世的愛（1991年12月23日）
- 製造迷夢（1992年7月17日）
- 真假情話（1993年11月18日）
- My Way（1994年7月8日）
- 'EX' All Time Favourites（1995年2月28日）
- Shirley Kwan（2006年2月12日）
- Shirley's Era（2009年6月16日）
- Psychoacoustics（2019年8月9日）
- eZONE（2020年4月9日）

### 國語專輯
- 難得有情人（1994年4月13日）
- 亂了（1995年7月18日）
- 冷火（2001年12月3日）

### 日語專輯
- Say Goodbye（1989年11月21日）
- Borderless（1990年7月21日）

### 精選輯
- Montage（1991年3月20日）
- Montage II（1993年1月21日）
- 世途上 新曲＋精選（1995年6月13日）
- 心靈相通 新曲＋精選（1997年4月10日）

### 單曲
- 關於我（2005年12月21日）
- 陀飛輪（2012年12月28日）

## 派台歌曲成績
| 派台歌曲四台上榜最高位置 | 派台歌曲四台上榜最高位置 | 派台歌曲四台上榜最高位置 | 派台歌曲四台上榜最高位置 | 派台歌曲四台上榜最高位置 | 派台歌曲四台上榜最高位置 | 派台歌曲四台上榜最高位置                                                      |
| ------------------------ | ------------------------ | ------------------------ | ------------------------ | ------------------------ | ------------------------ | ----------------------------------------------------------------------------- |
| 唱片                     | 歌曲                     | 903                      | RTHK                     | 997                      | TVB                      | 備註                                                                          |
| 1989年                   |                          |                          |                          |                          |                          |                                                                               |
| 冬戀                     | 叛逆漢子                 | 6                        | -                        |                          | 9                        | OT：Nicole ~ Andy                                                             |
| 冬戀                     | 冬戀                     | 8                        | -                        |                          | 5                        | OT：Nicole ~ Lass Mich Einfach Geh'n                                          |
| 冬戀                     | 再會                     | -                        | -                        |                          | 7                        | OT：杏里 ~ オリビアを聴きながら 同曲曲目：梅艷芳 ~ 幾多 / 陳松伶 ~ 花嫁的清晨 |
| 難得有情人               | 難得有情人               | 10                       | 6                        |                          | 1                        | TVB配音日劇《結婚物語》主題曲                                                 |
| 難得有情人               | 星空下的戀人             | 2                        | 1                        |                          | 1                        | OT：Carola ~ Radiate                                                          |
| 難得有情人               | 最深刻一次               | -                        | -                        |                          | -                        | OT：Nicole ~ Wieder Allein                                                    |
| 難得有情人               | 纏綿不盡                 | 25                       | -                        |                          | -                        | 廣告《G2000 二千種感覺》主題曲                                                |
| 1990年                   |                          |                          |                          |                          |                          |                                                                               |
| 難得有情人               | 血色瑪莉                 | -                        | -                        |                          | -                        |                                                                               |
| 真情                     | 心急                     | (1)                      | 1                        |                          | 1                        | 三台冠軍歌 OT：Maria ~ Smalltown Girl                                         |
| 真情                     | 患難建真情               | 30                       | -                        |                          | 7                        |                                                                               |
| 真情                     | 這是我心裡對白           | 26                       | -                        |                          | -                        | OT：Roxette ~ Listen To Your Heart                                            |
| 真情                     | 愛恨纏綿                 | 15                       | -                        |                          | 1                        | TVB電視劇《回到未嫁時》主題曲                                                 |
| 夜迷宮                   | 夜迷宮                   | 2                        | 1                        |                          | 4                        | OT：Sabine Sabine ~ Time To Rise                                              |
| 夜迷宮                   | 黑豹                     | 6                        | -                        |                          | 3                        | OT：Janet Jackson ~ Black Cat 同曲曲目：葉蒨文 ~ 心裡的陽光                   |
| 1991年                   |                          |                          |                          |                          |                          |                                                                               |
| 夜迷宮                   | 再續前緣                 | 20                       | -                        |                          | -                        |                                                                               |
| 神話1991                 | 明天你是否依然愛我       | 26                       | 19                       |                          | 2                        | 與譚詠麟合唱 OT：王芷蕾 ~ 明天你是否依然愛我                                  |
| 金色夏季                 | 一切也願意               | 6                        | -                        |                          | 2                        | TVB電視劇《藍色風暴》主題曲                                                   |
| 金色夏季                 | 午夜狂奔                 | 4                        | 9                        |                          | 5                        | OT：Lili & Susie ~ Boyfriend                                                  |
| 金色夏季                 | 親愛的                   | 4                        | 13                       |                          | 7                        |                                                                               |
| 金色夏季                 | 地老天荒                 | 21                       | 17                       |                          | 8                        |                                                                               |
| 戀一世的愛               | 仍流著眼淚               | 7                        | 7                        |                          | 4                        | OT：Small Change ~ Teardrops                                                  |
| 1992年                   |                          |                          |                          |                          |                          |                                                                               |
| 戀一世的愛               | 戀一世的愛               | 2                        | 1                        |                          | 1                        | OT：Gregorian ~ Once In A Lifetime                                            |
| 戀一世的愛               | 梵音                     | 7                        | -                        |                          | -                        | OT：Amina ~ Le Dernier qui a parlé...                                         |
| 永遠愛著您               | So Sad                   | 10                       | -                        |                          | -                        | 與草蜢合唱 OT：Gregorian ~ So Sad                                             |
| 製造迷夢                 | 製造迷夢                 | 3                        | 1                        |                          | 9                        | OT：Sandra ~ No Taboo                                                         |
| 製造迷夢                 | 現在愛我                 | 4                        | 5                        |                          | 4                        | OT：Climie Fisher ~ Rise To The Occasion 同曲曲目：劉美君 ~ 蠢動              |
| 製造迷夢                 | 眾心                     | 26                       | -                        |                          | -                        | OT：Amina ~ Belly Dance                                                       |
| 製造迷夢                 | 離開請關燈               | 14                       | -                        |                          | -                        | OT：Sonia ~ Strong Without You                                                |
| Montage II               | Dela                     | 3                        | 2                        |                          | 2                        | OT：Johnny Clegg & Savuka ~ Dela                                              |
| 1993年                   |                          |                          |                          |                          |                          |                                                                               |
| 真假情話                 | 一首獨唱的歌             | 2                        | 2                        |                          | 1                        | OT：中村雅俊 ~ ふれあい 同曲曲目：黃愷欣《何處覓清風》                        |
| 熱力節拍 Summer Party    | 熱力節拍Wou Bom Ba       | 1                        | 1                        |                          | 1                        | 三台冠軍歌 與草蜢、湯寶如、劉小慧合唱                                         |
| 真假情話                 | 假的戀愛                 | 2                        | 1                        | 6                        | 1                        | OT：Elsa ~ Etre Ensemble                                                      |
| 真假情話                 | 真假情話                 | 4                        | 4                        | -                        | 2                        |                                                                               |
| 1994年                   |                          |                          |                          |                          |                          |                                                                               |
| 真假情話                 | 無盡的愛                 | 11                       | 18                       | -                        | -                        | OT：張信哲 ~ 愛如潮水                                                         |
| 真假情話                 | 情陷我心                 | -                        | -                        | 2                        | -                        |                                                                               |
| 真假情話                 | 夢劇場                   | 6                        | 13                       | 8                        | -                        |                                                                               |
| My Way                   | 繾綣星光下               | 1                        | 1                        | 1                        | 1                        | 四台冠軍歌 OT：Elsa ~ Tour L'temps, Tout L'temps                              |
| My Way                   | 逝去的傳奇               | 2                        | 4                        | 3                        | 4                        |                                                                               |
| My Way                   | 告別戀曲                 | 7                        | 10                       | 10                       | 4                        | OT：中西保志 ~ Last Call                                                      |
| 難得有情人               | 難得有情人（國）         | -                        | -                        | -                        | -                        |                                                                               |
| 喜愛                     | 單身一族                 | 14                       | 10                       | -                        | -                        | 與譚詠麟合唱 OT：松田博幸、露崎春女 ~ Silenceが終わるまで                     |
| 'EX' All Time Favourites | 夢伴                     | 2                        | 7                        | 2                        | -                        | 原唱者為梅艷芳 OT：近藤真彥 ~ 夢絆                                            |
| 1995年                   |                          |                          |                          |                          |                          |                                                                               |
| 'EX' All Time Favourites | 忘記他                   | 1                        | 6                        | 4                        | 2                        | 原唱者為鄧麗君 另一翻唱版本：江希文 ~ 忘記他                                  |
| 'EX' All Time Favourites | 把歌談心                 | -                        | -                        | -                        | 10                       | 原唱者為林珊珊                                                                |
| 世途上 新曲＋精選        | 人生可有知己             | 2                        | 6                        | -                        | 3                        |                                                                               |
| 世途上 新曲＋精選        | 他需要你，她需要你       | 3                        | -                        | -                        | 2                        |                                                                               |
| 亂了                     | 亂了                     | 9                        | -                        | -                        | -                        |                                                                               |
| 寶麗金幸混聲             | 請你入綺夢               | 15                       | -                        | -                        | -                        | 電影《追女仔95之綺夢》主題曲                                                  |
| eZone                    | 自言自語                 | 3                        | -                        | -                        | -                        |                                                                               |
| 愈夜愈美麗               | 萬福瑪利亞               | (1)                      | 6                        | -                        | 4                        | 與黃耀明合唱                                                                  |
| 1996年                   |                          |                          |                          |                          |                          |                                                                               |
| 為全世界歌唱             | 月光曲                   | 7                        | -                        | -                        | -                        | 與草蜢合唱                                                                    |
| 1997年                   |                          |                          |                          |                          |                          |                                                                               |
| 親歷琪境                 | 非愛不可                 | -                        | -                        | -                        | -                        | 與陳琪合唱                                                                    |
| eZone                    | 雲上舞                   | -                        | -                        | -                        | -                        |                                                                               |
| Shirley Kwan             | 帶我去跳舞               | 2                        | x                        | x                        | x                        | 商業電台38週年台慶劇《新人類年代記》主題曲                                    |
| eZone                    | 薄荷氣味                 | -                        | -                        | -                        | -                        |                                                                               |
| 1998年                   |                          |                          |                          |                          |                          |                                                                               |
| eZone                    | 羨慕                     | 16                       | -                        | 15                       | -                        |                                                                               |
| 2001年                   |                          |                          |                          |                          |                          |                                                                               |
| 冷火                     | 是誰                     | 7                        | 17                       | -                        | -                        |                                                                               |
| 冷火                     | 冷火                     | -                        | -                        | -                        | -                        |                                                                               |
| 2005年                   |                          |                          |                          |                          |                          |                                                                               |
| Shirley Kwan             | 舊情復熾                 | -                        | 1                        | 1                        | 1                        | 三台冠軍歌 與譚詠麟合唱                                                       |
| Shirley Kwan             | 關於我                   | 1                        | 3                        | 2                        | 3                        |                                                                               |
| 2006年                   |                          |                          |                          |                          |                          |                                                                               |
| Shirley Kwan             | 進化論                   | 2                        | -                        | -                        | -                        |                                                                               |
| 2007年                   |                          |                          |                          |                          |                          |                                                                               |
| Shirley's Era            | 眾生花                   | 2                        | -                        | 19                       | -                        |                                                                               |
| Shirley's Era            | 只得一次                 | -                        | -                        | -                        | 1                        | TVB電視劇《同事三分親》片尾曲                                                 |
| Shirley's Era            | 三千年前                 | 9                        | -                        | -                        | -                        | Feat.李香琴                                                                   |
| 2008年                   |                          |                          |                          |                          |                          |                                                                               |
| Shirley's Era            | 山水                     | 6                        | 16                       | -                        | -                        | OT：Blank & Jones ~ Loneliness                                                |
| Shirley's Era            | 天規                     | 2                        | 3                        | 4                        | 1                        |                                                                               |
| Shirley's Era            | 鑽禧                     | -                        | 18                       | -                        | 1                        | TVB電視劇《珠光寶氣》主題曲                                                   |
| 2009年                   |                          |                          |                          |                          |                          |                                                                               |
| Shirley's Era            | 地盡頭                   | 1                        | -                        | 2                        | -                        |                                                                               |
| Shirley's Era            | 男左女右                 | -                        | 7                        | 3                        | -                        | 與古巨基合唱                                                                  |
| 2012年                   |                          |                          |                          |                          |                          |                                                                               |
| 柔弱的角                 | 鎖骨                     | 1                        | 8                        | 5                        | -                        | 與麥浚龍合唱                                                                  |
| 陀飛輪                   | 陀飛輪                   | 13                       | -                        | -                        | 1                        | 翻唱陳奕迅作品                                                                |
| 2013年                   |                          |                          |                          |                          |                          |                                                                               |
| 寶記正傳                 | 寶記正傳 Part I          | 19                       | -                        | -                        | x                        | 群星合唱                                                                      |
| 2018年                   |                          |                          |                          |                          |                          |                                                                               |
| 環球高歌陳百強           | 漣漪                     | -                        | -                        | -                        | x                        | 翻唱陳百強歌曲                                                                |
| 2019年                   |                          |                          |                          |                          |                          |                                                                               |
| TM+M DECADE (NCE)        | 快樂到死                 | -                        | -                        | -                        | x                        | 與黃耀明合唱 ViuTV電視劇《婚內情》主題曲 加拿大至 HIT 中文歌曲排行榜：7       |
| Psychoacoustics          | 叛逆漢子                 | -                        | -                        | -                        | x                        | 舊曲重唱                                                                      |
| Psychoacoustics          | 夜迷宮                   | -                        | -                        | -                        | x                        | 舊曲重唱 加拿大至 HIT 中文歌曲排行榜：15                                      |

| 各台冠軍歌總數 | 各台冠軍歌總數 | 各台冠軍歌總數 | 各台冠軍歌總數 | 各台冠軍歌總數    |
| -------------- | -------------- | -------------- | -------------- | ----------------- |
| 903            | RTHK           | 997            | TVB            | 備註              |
| 8              | 9              | 2              | 14             | 四台冠軍歌總數：3 |

- (*) 表示仍在榜上
- (/) 未有相關資料
- (x) 表示未有派往該台
- (1) 表示兩週冠軍

## 演唱會
個人演唱會
| 名稱                                           | 日期                | 場地                                            | 場數 | 備註 |
| ---------------------------------------------- | ------------------- | ----------------------------------------------- | ---- | ---- |
| 難得有一個關淑怡演唱會                         | 1995年6月9日至12日  | 香港體育館                                      | 4    |      |
| 絕對關淑怡新年音樂會                           | 1996年2月22日至24日 | 屯門、荃灣及沙田大會堂                          | 3    |      |
| 拉斯維加斯賭城演唱會                           | 1999年6月19日       | 美國拉斯維加斯                                  | 1    |      |
| 關於我關淑怡演唱會                             | 2006年2月23日至25日 | 香港體育館                                      | 3    |      |
| 關於我關淑怡演唱會                             | 2007年8月26日       | 加拿大奧里利亞華瑪娛樂演奏廳                    | 1    |      |
| Unexpected: Shirley Kwan in Concert 08         | 2008年4月24日至25日 | 香港體育館                                      | 2    |      |
| One Starry Night: An Evening with Shirley Kwan | 2010年10月9日       | 澳門威尼斯人酒店金光綜藝館                      | 1    |      |
| A Special Evening with Shirley                 | 2010年10月18日      | 加拿大 Richmond Hill Centre for Performing Arts | 1    |      |
| Your Favorite Shirley: Kwan Suk'E in Concert   | 2013年2月2日至3日   | 香港體育館                                      | 2    |      |
| Your Favorite Shirley: Kwan Suk'E in Concert   | 2014年5月25日       | 加拿大奧里利亞華瑪娛樂演奏廳                    | 1    |      |
| The Best of Shirley Kwan 25 Live               | 2016年4月23日       | 香港體育館                                      | 1    |      |
| An Intimate Live                               | 2016年7月9日        | 澳門威尼斯人酒店威尼斯人劇場                    | 1    |      |

非個人演唱會
| 名稱                                      | 日期           | 場地                                        | 場數 | 共同演出                         |
| ----------------------------------------- | -------------- | ------------------------------------------- | ---- | -------------------------------- |
| 關淑怡・黃凱芹 飛利浦City Audio夏日演唱會 | 1991年8月4日   | 大專會堂                                    | 1    | 黃凱芹                           |
| Endless Dream 製造迷夢音樂會              | 1992年6月29日  | 大專會堂                                    | 1    | 周慧敏                           |
| 拉闊音樂會                                | 1999年7月20日  | 香港會議展覽中心新翼 Hall 3                 | 1    | 演唱嘉賓：陳奕迅、黃耀明、范曉萱 |
| 關淑怡、高凌風演唱會                      | 1999年9月12日  | 美國                                        | 1    | 高凌風                           |
| Wild Day Out - Diva Duet 謝安琪遇見關淑怡 | 2006年9月29日  | Hard Rock Cafe                              | 1    | 謝安琪                           |
| 忘記他是她演唱會                          | 2011年11月12日 | 澳門威尼斯人酒店金光綜藝館                  | 1    | 黃耀明                           |
| H❤K演唱會                                 | 2014年12月27日 | 美國內州雷諾Reno Ballroom                   | 1    | 何韻詩                           |
| 感覺．國樂 中西薈萃音樂國度               | 2015年12月27日 | 香港文化中心音樂廳                          | 1    | 王憓、顧芮寧                     |
| Shirley Kwan 關淑怡 & Aga 江海迦 Concert  | 2019年11月2日  | 美國加州印第奧Fantasy Springs Resort Casino | 1    | Aga                              |

## 所獲獎項
- 1988年
  - 第五屆日本Marine Blue音樂節 最高賞 (第5回 オートラマ・マリンブルー音楽祭 グランプリ賞)

- 1989年
  - 商業電台叱咤樂壇流行榜頒獎典禮－叱咤樂壇生力軍女歌手金獎
  - 香港電台第十二屆十大中文金曲頒獎禮－最有前途新人獎銀獎
  - 無線電視十大勁歌金曲頒獎典禮－最受歡迎新人獎
  - 無線電視十大勁歌金曲頒獎典禮－十大勁歌金曲獎《難得有情人》
  - 無線電視勁歌金曲第二季季選－得獎歌曲《難得有情人》
  - 無線電視勁歌金曲第四季季選－得獎歌曲《星空下的戀人》
  - 香港作曲家及作詞家協會（CASH）最佳中文（流行）歌曲獎《難得有情人》(盧東尼)

- 1990年
  - 無線電視十大勁歌金曲頒獎典禮－十大勁歌金曲獎《愛恨纏綿》
  - 無線電視勁歌金曲第二季季選－得獎歌曲《愛恨纏綿》

- 1991年
  - 無線電視勁歌金曲第一季季選－得獎歌曲《夜迷宮》
  - 無線電視勁歌金曲第三季季選－得獎歌曲《一切也願意》

- 1992年
  - 商業電台叱咤樂壇流行榜頒獎典禮－叱咤樂壇女歌手銅獎
  - 新城電台勁爆家族音樂大賞－新城勁爆女歌手銅獎
  - 新城電台勁爆家族音樂大賞－新城勁爆大躍進女歌手獎
  - 無線電視勁歌金曲第一季季選－得獎歌曲《戀一世的愛》

- 1993年
  - 無線電視十大勁歌金曲頒獎典禮－最佳音樂錄影帶獎《熱力節拍 Wou Bom Ba》
  - 無線電視勁歌金曲第三季季選－得獎歌曲《熱力節拍 Wou Bom Ba》(關淑怡、湯寶如、劉小慧、草蜢)
  - 無線電視勁歌金曲第四季季選－得獎歌曲《假的戀愛》

- 1994年
  - 第一屆香港唱片設計大賞 -- 最佳髮型《My Way》
  - 香港電台第十七屆十大中文金曲頒獎禮－十大中文金曲《繾綣星光下》
  - 新城電台新城精選金心魅力情歌鑽石大獎(女)《繾綣星光下》
  - 無線電視十大勁歌金曲頒獎典禮－十大勁歌金曲獎《繾綣星光下》
  - 無線電視十大勁歌金曲頒獎典禮－最佳填詞《繾綣星光下》(周禮茂)
  - 無線電視十大勁歌金曲頒獎典禮－最佳歌曲監製《繾綣星光下》(葉廣權)
  - 無線電視勁歌金曲第三季季選－得獎歌曲《繾綣星光下》

- 1995年
  - 商業電台叱咤樂壇流行榜頒獎典禮－叱吒樂壇女歌手銀獎
  - 新城電台新城勁爆頒獎禮－成人時代歌謠《人生可有知己》
  - 無線電視勁歌金曲第一季季選《忘記他》
  - 無線電視勁歌金曲第三季季選《人生可有知己》

- 1996年
  - 新城電台新城精選金心女歌手銀獎
  - 新城電台新城精選十大金心情歌《忘記他》

- 2007年
  - 香港作曲家及作詞家協會（CASH）金帆音樂獎 最佳另類作品－關淑怡、李香琴《三千年前》

- 2008年
  - 第八屆華語音樂傳媒大獎 評審團特別評選推薦 專業精神獎－關淑怡、李香琴《三千年前》

- 2013年
  - 無線電視2013勁歌金曲優秀選第一回－得獎歌曲《陀飛輪》

## 電影演出
| 年份   | 電影名稱                                        |
| ------ | ----------------------------------------------- |
| 1992年 | 92神鵰俠侶之痴心情長劍                          |
| 1994年 | 廣東五虎之鐵拳無敵孫中山                        |
| 1996年 | 廢話小說                                        |
| 1997年 | 春光乍洩 （收錄於「布宜諾斯艾利斯之攝氏零度」） |

## 電視劇演出
| 年份   | 電視劇名稱                       |
| ------ | -------------------------------- |
| 1991年 | 我愛玫瑰園（無綫電視） 飾 王婷婷 |

## 外部連結
- 關淑怡的Instagram帳戶
- 'e space for Shirley Kwan suk 'e（页面存档备份，存于）
- 'e FILE